# 澤里果德

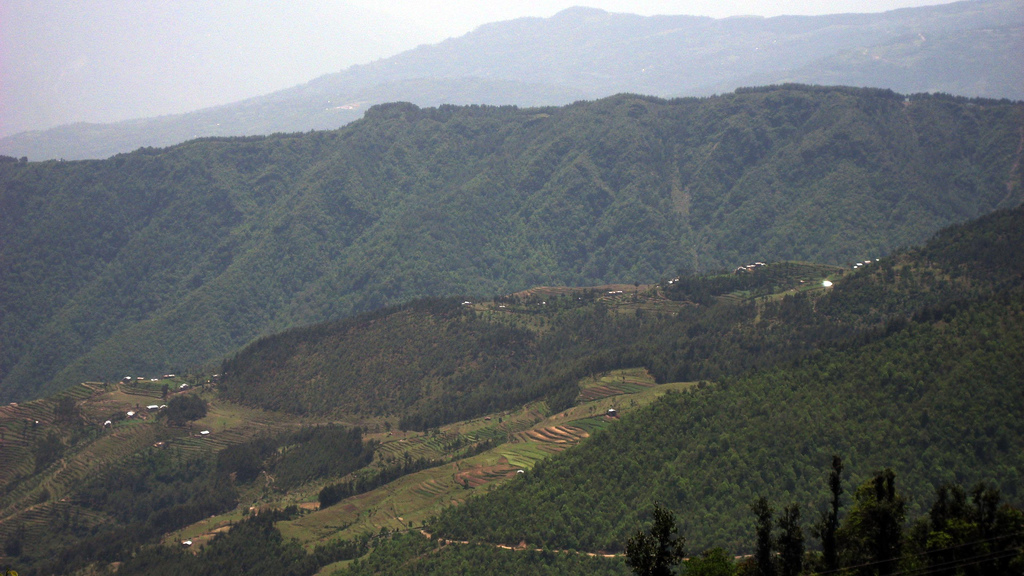
澤里果德

澤里果德是尼泊爾的城鎮，位於該國東北部，由巴格馬蒂省負責管轄，處於首都加德滿都以東135公里，海拔高度1,554米，2011年人口22,537。

## 外部連結
- UN map of the municipalities of Dolakha District （页面存档备份，存于）